# Histoire du FC Barcelone
Pour un article plus général, voir FC Barcelone (football).
L'histoire du FC Barcelone, communément appelé le Barça, débute à la fin du XIXe siècle, lorsqu'un groupe d'étrangers établis à Barcelone, mené par le Suisse Hans Gamper, ancien joueur du FC Bâle, et composé en majorité d'Anglais, de Suisses et d'Allemands, cherche à s'inscrire dans les clubs sportifs de la ville pour jouer au football, un sport encore peu pratiqué. Ils décident finalement le 29 novembre 1899 de fonder leur propre club : le FC Barcelone.
Le club blaugrana, qui a toujours participé à la Primera Division depuis la création du championnat en 1929, s'affirme très vite comme le porte-drapeau de la Catalogne. Durant la guerre civile, Josep Sunyol, président du club est fusillé par les troupes du général Francisco Franco pour ses idées autonomistes catalanes. À l'issue du conflit, Franco s'attache à supprimer les particularismes culturels et politiques d'Espagne, notamment ceux du Pays basque et de la Catalogne. Le FC Barcelone est muselé. À partir de ce moment le club acquiert une nouvelle dimension et devient l'un des symboles majeurs du catalanisme. Ce rôle est notamment souligné par la devise du club « Més que un club » (« plus qu'un club » en catalan). Son principal rival et adversaire est le Real Madrid, leur confrontation étant l'objet d'El Clásico.
Le Barça évolue depuis 1957 au Camp Nou, qui remplace le vétuste Camp Vell, inauguré en 1922, les deux enceintes se trouvant dans le quartier barcelonais des Corts. Le club est présidé par Joan Laporta, depuis le 7 mars 2021. Il succède à Josep Maria Bartomeu, démissionnaire le 27 octobre 2020 à la suite d’une forte demande de démission de la part des supporters et de mauvais recrutements qui endetteront le club de millions d’euros.

## Historique

### Construction sous l'aune de Joan Gamper (1899–1930)

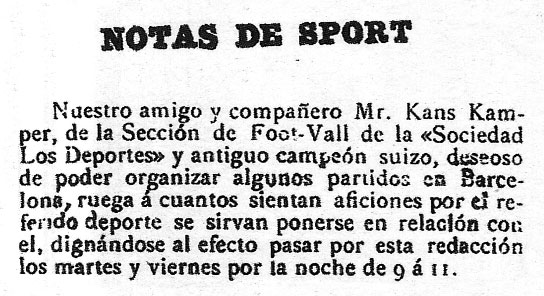
Petite annonce publiée par Gamper en 1899 dans Los Deportes

La pratique du football tardera à conquérir l'Espagne, et la Catalogne en particulier. À la fin du XIXe siècle, Barcelone est cependant en plein essor industriel et attire les étrangers, dont Hans Gamper, un expert comptable suisse amateur de football. Il cherche d'abord à intégrer l’équipe du Gimnasio Tolosa. Devant le refus du club d'intégrer des étrangers, il décide de créer un nouveau club de football. Le 22 octobre 1899, il fait publier l'annonce suivante dans le journal Los Deportes : 

« Notre ami et partenaire, M. Hans Gamper, de la section Foot-Ball de la « Sociedad Los Deportes » et ancien champion suisse, souhaitant organiser quelques rencontres de football à Barcelone, demande à tous ceux qui aiment ce sport de le contacter en se présentant au bureau du journal les mardis et vendredis soirs, entre 21 et 23h. »

 Les réponses positives à l'annonce conduisent à la tenue d'une réunion, le 29 novembre 1899 au Gimnasio Solé, situé au numéro 5 « del carrer Montjuic del Carme ». Le groupe des onze jeunes hommes présents, composé en majorité d'Anglais, de Suisses et d'Allemands (Walter Wild, Lluís d'Ossó, Bartomeu Terradas, Otto Kunzle, Otto Maier, Enric Ducal, Pere Cabot, Carles Pujol, Josep Llobet, John Parsons et William Parsons) fonde à cette occasion le Foot-Ball Club Barcelona. On choisit comme couleurs du nouveau club le bleu et le grenat, les mêmes que le FC Bâle, l'ancien club de Gamper. Walter Wild, le doyen du groupe, devient le premier président du club.
Le premier match se joue contre des Anglais expatriés au Vélodrome de Bonanova et se solde par une défaite 1-0. Le club organise ses matchs d'abord à l'Hôtel Casanovas en 1900, déménage à la ruelle d'Horta en 1901, puis à la rue Muntaner à partir de 1905,. Le FC Barcelone, dont le développement des premières années est dû essentiellement aux joueurs étrangers, connaît pourtant un succès rapide auprès d'un public de classe moyenne. L'équipe obtient très vite de bons résultats, que ce soit en championnat de Catalogne (connue initialement comme la Copa Macaya) dont la première édition a lieu en 1900, qu'en coupe d'Espagne (la « Coupe du Roi »), première compétition nationale lancée en 1902. Dauphins du Hispania Athletic Club lors de la première édition du championnat de Catalogne, les Barcelonais menés par Gamper prennent leur revanche dès la saison suivante avec huit victoires en huit matchs et remportent ainsi leur premier trophée officiel. Inscrits à la première édition de la Coupe du Roi, ils battent le Madrid FC, futur Real Madrid, avant de s'incliner en finale (1-2) face au Club Vizcaya de Bilbao, qui donnera naissance à l'Athletic Bilbao.

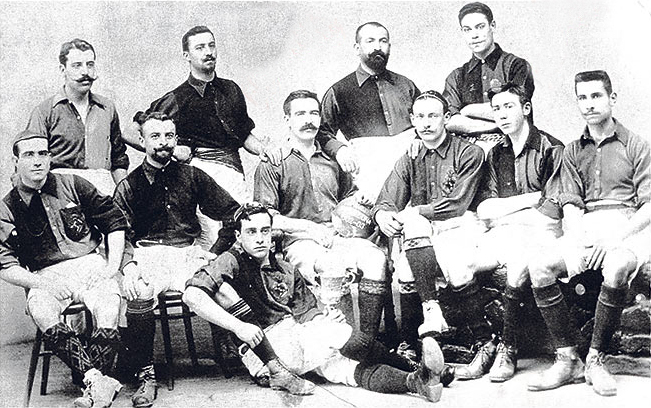
Le Barça en 1903, vainqueur de la Copa Barcelona. Debout : Llobet, Terradas, Reig et Vidal. Assis : Lluís d'Ossó, Steinberg, Meyer, Witty, Gamper, Harris et Lasaleta.

Vainqueur de la Copa Barcelona en 1903 puis du championnat de Catalogne en 1905, le club connaît pourtant d'importantes difficultés financières et sportives les années suivantes. Son fondateur Hans Gamper, retiré des terrains en 1903, est devenu un homme d'affaires brillant traitant dans l’import-export, si bien intégré à la vie barcelonaise qu'il se fait appeler « Joan », un prénom catalan. Le 2 décembre 1908, il prend la présidence pour éviter la dissolution du club, son prédécesseur Vicenç Reig ayant démissionné après 22 jours devant la situation désastreuse du club.

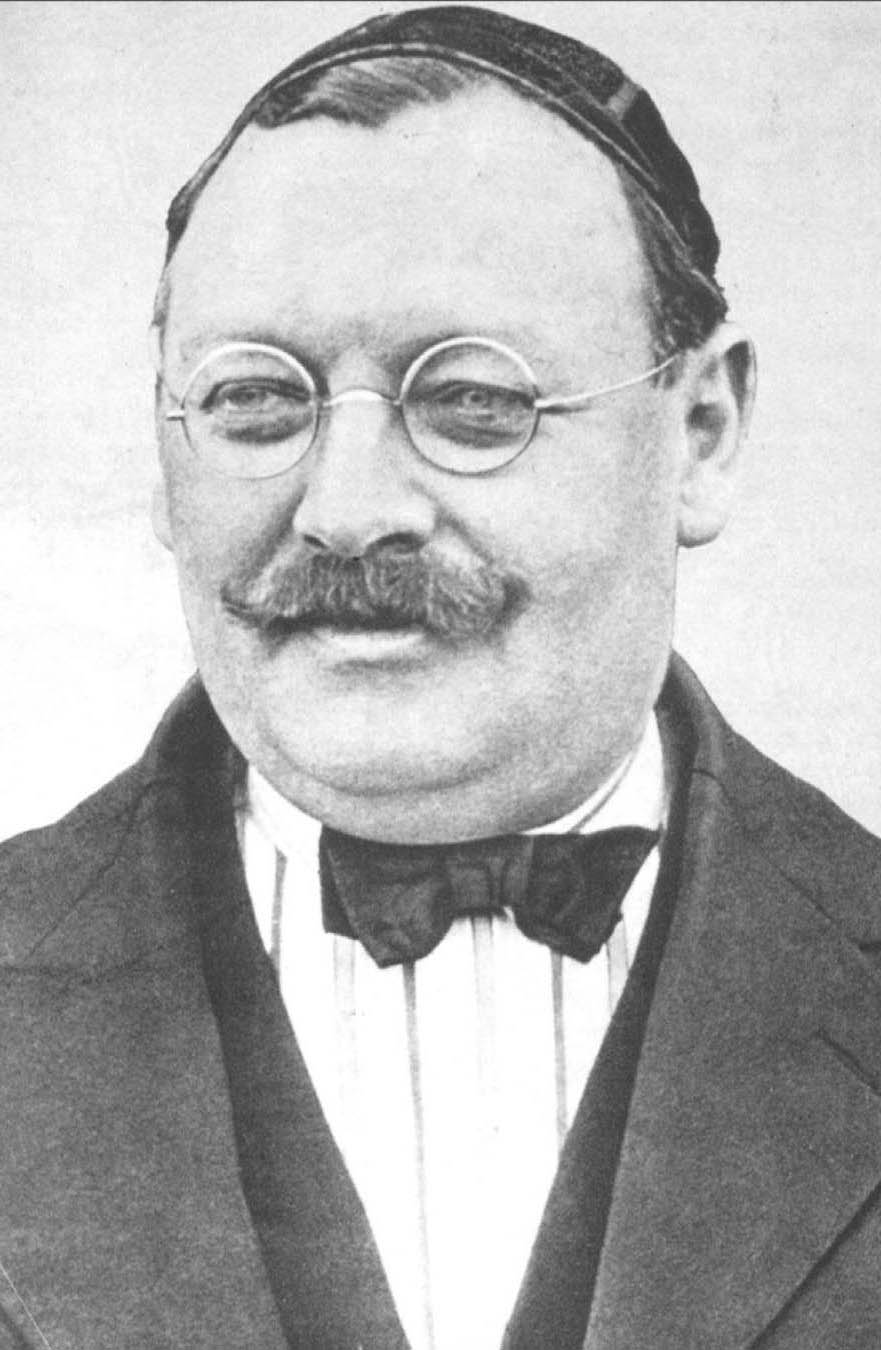
Joan Gamper en 1910.

Joan Gamper entreprend de structurer le club. Le 14 mars 1909, le stade de la rue Indústria, premier terrain appartenant au club et dont la capacité initiale est de 6 000 spectateurs, est inauguré, tandis que l'équipe retrouve le succès en remportant le championnat de Catalogne en 1909 (titre qu'il conserve trois ans), puis sa première Coupe du Roi en mars 1910, face au Club Español de Madrid (3-2). Il remporte également la première édition de la Coupe des Pyrénées, une compétition de football franco-espagnole réputée dont il conserve le titre les trois années suivantes. C'est à cette époque que le club, qui opte pour la langue catalane au lieu du castillan, se forge en symbole de l'identité et des aspirations catalanes. Pour de nombreux supporters, soutenir le club est davantage une question de revendication identitaire qu'une passion pour le jeu lui-même,. Ce caractère contribue à nourrir la rivalité avec l'Español de Barcelone, un club d'ouvriers bâti en opposition au Barça et ses tendances séparatistes, dont l'allégeance au roi Alphonse XIII d'Espagne est marquée par l'ajout du mot « Real » à son nom en 1912.
Gamper, qui a abandonné la présidence le 14 octobre 1909 pour des raisons professionnelles, revient aux affaires le 17 novembre 1910 à la demande des membres du club et en poursuit la restauration économique. Il recrute notamment en 1912 Paulino Alcántara, qui deviendra le meilleur buteur de l'histoire du Barça avec 357 buts. Les Barcelonais remportent une nouvelle fois la Coupe du Roi en 1912 (victoire 2-0 sur Gimnástica Madrid) puis en 1913 (victoire 2-1 sur la Real Sociedad), au cours d'éditions marquées par un schisme du football espagnol. Gamper part en 1913 puis revient entre 1917 et 1919, recrute l'Anglais Jack Greenwell comme entraîneur à plein-temps puis fait venir le célèbre gardien de but Ricardo Zamora, le milieu de terrain Agustín Sancho et l'attaquant Josep Samitier, complément parfait d'Alcántara dont il prendra bientôt la relève. Champion de Catalogne de 1919 à 1921, le club remporte une nouvelle fois la Coupe du Roi en 1920, face à l'Athletic Bilbao (2-0).

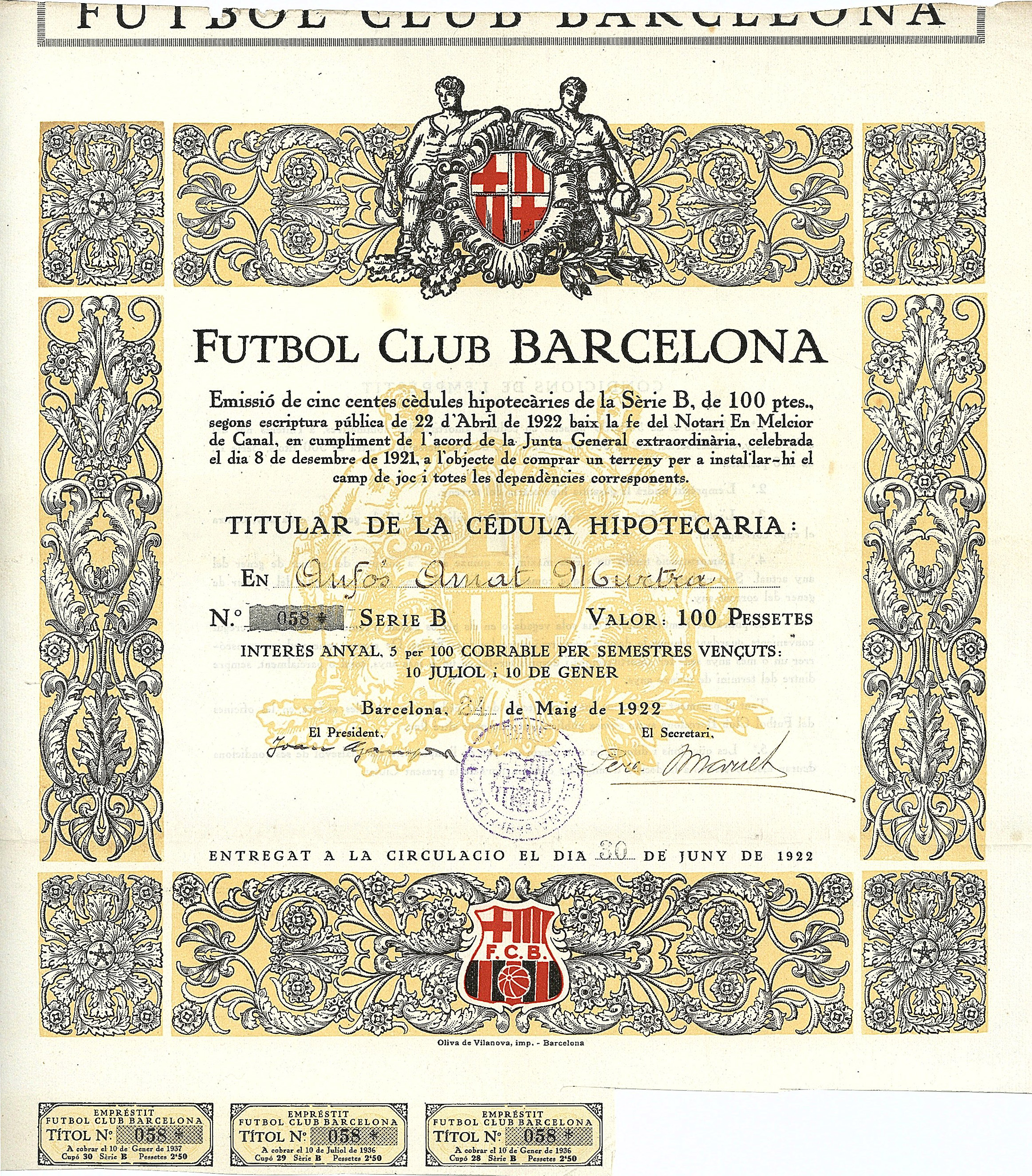
Obligation hypothécaire de 100 pesetas du Futbol Club Barcelona, émise le 24 mai 1922 à Barcelone, signée en tant que président par le fondateur du club, Joan Gamper

Devant l'affluence grandissante, il apparaît nécessaire au club de se trouver un stade plus spacieux. Gamper, revenu aux affaires en 1921, verse un million de pesetas pour la construction d’un grand stade dans le quartier Les Corts, situé à l’ouest de la ville, qu'il inaugure le 20 mars 1922. L'enceinte, décrite à son inauguration comme la « cathédrale du football », est connue comme le stade des Corts. Sa capacité initiale de 22 000 spectateurs sera portée à 60 000 à son plus haut. Les Barcelonais fêtent ce déménagement en réalisant le doublé championnat catalan et Coupe du Roi, grâce à une victoire en finale sur Real Unión de Irún (5-1).
Des querelles internes au club conduisent Joan Gamper à redevenir président le 1er juin 1924. Pour ses 25 ans, le Barça compte un record de 12 207 socis (en français : « adhérents », en espagnol : « socios »), avant de réaliser un nouveau le doublé Coupe du Roi-championnat de Catalogne en 1925. En juin 1925, au cours d'un match donné en hommage à l'Orféo catalan, les spectateurs du stade des Corts sifflent l'hymne espagnol, la Marcha Real, pour signifier leur opposition à la dictature de Primo de Rivera installée depuis 1923. Les autorités ferment le stade pour une durée de six mois pour activités anti-espagnoles. Accusé de militer pour l'indépendance de la Catalogne, Gamper doit quitter le pays en décembre.
Au départ de son fondateur emblématique, le FC Barcelone compte à son palmarès six Coupes du Roi et onze titres de champion de Catalogne, et s'apprête à connaître un véritable âge d'or sportif en remportant toutes les éditions du championnat de Catalogne entre 1924 et 1932 (sauf en 1929) et la Coupe du Roi en 1925 (face à l'Arenas Club de Getxo 2-0), 1926 (face à l'Atlético Madrid 3-2) et 1928 (face à la Real Sociedad 3-1, après deux matchs d'appui). Cette dernière finale épique inspire au poète Rafael Alberti son Ode à Platko en hommage au match extraordinaire du légendaire gardien hongrois du Barça,.
Logiquement, le Barça participe à la première édition du Championnat d'Espagne de football en 1929, qui rassemble les dix principaux clubs du pays. Un début de championnat poussif provoque la démission en mars du président Arcadi Balaguer et de l'entraîneur Romà Forns, qui accepte de devenir l'adjoint de l'Anglais James Bellamy, venu de Brescia. Ce dernier parvient à faire remonter les Blaugranas au classement, jusqu'à remporter la compétition avec deux points d'avance sur le Real Madrid et cinq sur l'Athletic Bilbao.

### Déclin sur fond de dictature et de guerre civile (1930-1945)
À la suite du décès par suicide de Joan Gamper le 30 avril 1930, ruiné par la crise de 1929 et tenu à l'écart du club par les autorités, la ville donne son nom à une rue du quartier de Les Corts et le club lui réserve le numéro 1 de soci. Les Blaugranas terminent la saison à la deuxième place du championnat d'Espagne mais s'apprêtent dès lors à connaitre une période difficile longue de nombreuses années. Malgré des joueurs du niveau de Martín Ventolrá, Josep Raich ou Josep Escolà, le club est ballotté par les tensions politiques qui traversent la société espagnole, et son déclin est patent que ce soit sur le plan financier, social (marqué par une forte diminution du nombre des membres) ou sportif.
Un mois après le début de la Guerre civile espagnole en 1936, qui voit plusieurs joueurs barcelonais prendre les armes dans le camp républicain, le président du Barça Josep Sunyol est arrêté par l'armée de Franco près de Madrid et fusillé. Alors que les compétitions nationales sont interrompues, le club effectue en 1937 une tournée en Amérique du Nord, où il est reçu comme un ambassadeur de la Seconde République espagnole. Cette tournée améliore la santé financière du club mais de nombreux joueurs en profitent pour demander l'asile politique, notamment au Mexique et en France,.

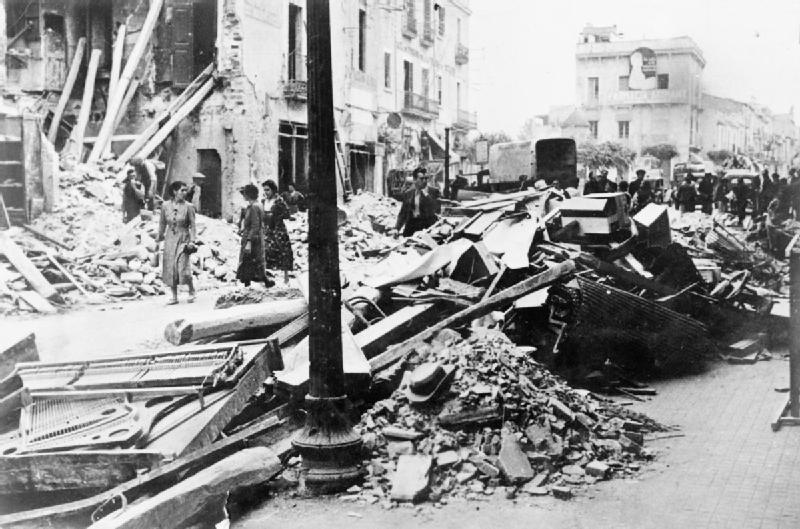
Destruction de Granollers, à proximité de Barcelone, en 1938.

Dans la nuit du 16 mars 1938, l'armée de l'air italienne, du côté des nationalistes, bombarde Barcelone, faisant plus de 3 000 morts et détruisant en partie le local social du club, où sont entreposés ses trophées et documents d'archive. Le gardien Josep Cubells parvient à sauver ce qu’il peut des biens du club. Quelques mois plus tard, Barcelone tombe aux mains de l'armée franquiste. Franco s'attache à supprimer les particularismes culturels et politiques d'Espagne, notamment ceux du Pays basque et de la Catalogne ; le club, symbole du nationalisme catalan, va alors faire face à de nombreuses difficultés. En mars 1940, un collaborateur de Franco, Enrique Piñeyro Queralt, marquis de la Mesa de Asta, est imposé comme président. Le nom du club est « espagnolisé » pour devenir le Club de Fútbol Barcelona (le Barça ne reprendra son nom d'origine qu'en 1973), et sur l'écusson le drapeau catalan à quatre bandes rouges est remplacé par le drapeau espagnol jusqu'en 1949. De cette période d’oppression culturelle, le club acquiert une nouvelle dimension et devient l'un des symboles du catalanisme.
Premier club non relégable du championnat d'Espagne en 1942, le club remporte pourtant cette année-là sa neuvième Coupe d'Espagne, devenue la « Copa del Generalísimo », face au Club Atlético de Bilbao. La saison suivante, le FC Barcelone affronte le Real Madrid en demi-finale. Après leur large victoire à domicile (3–0), les Blaugranas sont battus 11-1 au retour, à l'issue d'un match dont l'arbitrage suscite la polémique et qui voit le directeur de la police de Franco intervenir auprès d'eux dans les vestiaires. Malgré la proximité avec le pouvoir, le président Piñeyro démissionne en protestation contre le traitement infligé à son club.
Par la suite, le régime veillera à normaliser ses relations avec le club et à ne pas le défavoriser sportivement, afin de ne pas en faire un facteur de désunion nationale. De grandes cérémonies de « loyauté » au pouvoir sont ainsi organisées avant les matchs dans les années 1940 et 1950.

### Ambitions retrouvées (1945-1957)
Le club remonte la pente sportivement au cours des années 1940. Sous la direction de l'entraîneur Josep Samitier, les coéquipiers de l'attaquant César Rodríguez et du gardien de but Velasco remportent enfin la Liga en 1945, seize ans après le premier titre du club, et la Copa de Oro Argentina, ancêtre de la supercoupe d'Espagne. Nommé en 1947, l'entraîneur uruguayen Enrique Fernández mène le Barça, renforcé par le recrutement du jeune Estanislao Basora, à deux nouveaux titres nationaux, en 1948 et 1949, et remporte la coupe Eva Duarte, qui remplace la Copa de Oro Argentina. Qualifiés à ce titre pour la première édition de la Coupe Latine, qui oppose les champions italien, espagnol, portugais et français, les Barcelonais l'emportent en finale face au Sporting Clube de Portugal (2-1). Quand le FC Barcelone fête ses 50 ans, il compte 24 893 adhérents, et à son palmarès vingt-et-un championnats de Catalogne, neuf Coupes d'Espagne et quatre Liga.
Avec le recrutement de l'attaquant hongrois László Kubala, accompagné des espagnols Moreno et Eduardo Manchón, l'éclosion du gardien Ramallets à la place de Velasco, le club atteint un sommet sportif sous la direction du tchèque Ferdinand Daučík. Après avoir remporté la coupe d'Espagne en 1951, le club catalan réalise le doublé coupe - championnat d'Espagne deux années d'affilée, en 1952 et 1953. Les Blaugranas remportent également une seconde fois la coupe latine en 1952 (face à l'OGC Nice 1-0, après avoir écarté la Juventus) et la coupe Eva Duarte en 1952 et 1953.
En mai 1953, les dirigeants sont très proches de recruter l'attaquant argentin Alfredo Di Stéfano, qui « appartient » au club colombien de Millonarios de Bogota, où il joue, et au CA River Plate, son club précédent. Tandis que le joueur participe à plusieurs matchs amicaux avec le Barça, les dirigeants s'accordent avec le club argentin mais ne parviennent pas à trouver un arrangement avec les Colombiens, ce dont profitent les responsables du Real Madrid pour intervenir dans la négociation. À l'issue d'un imbroglio dénoué par la FIFA puis par les autorités espagnoles, le joueur rejoint finalement le Real. Le rôle du régime de Franco dans ce transfert suscite la polémique et ravive les tensions entre les deux clubs, d'autant qu'il initie une historique période de domination madrilène (le Real Madrid remporte huit titres de champion en onze ans et les cinq premières Coupes des clubs champions européens). Le président Enric Martí Carreto est contraint de démissionner, tandis que le club obtient du régime le droit d'organiser de nouveau des élections présidentielles auprès de ses socis.
Francesc Miró-Sans, candidat favori des autorités, est élu en septembre 1953, avec pour programme la construction d'un nouveau stade, rendue nécessaire par les succès et la popularité croissante du club. Entre décembre 1955 et mars 1956, le Barça de l'entraîneur hongrois Franz Platko connaît une série inédite de onze victoires consécutives en championnat et en Coupe des villes de foires (un record qui ne sera battu qu'en 2006 par l'équipe de Rijkaard). Malgré tout, à l'issue de la saison 1955-1956, le Barça emmené par Kubala et Luis Suárez doit se contenter de la deuxième place de la Liga, à un point de l'Athletic Bilbao.

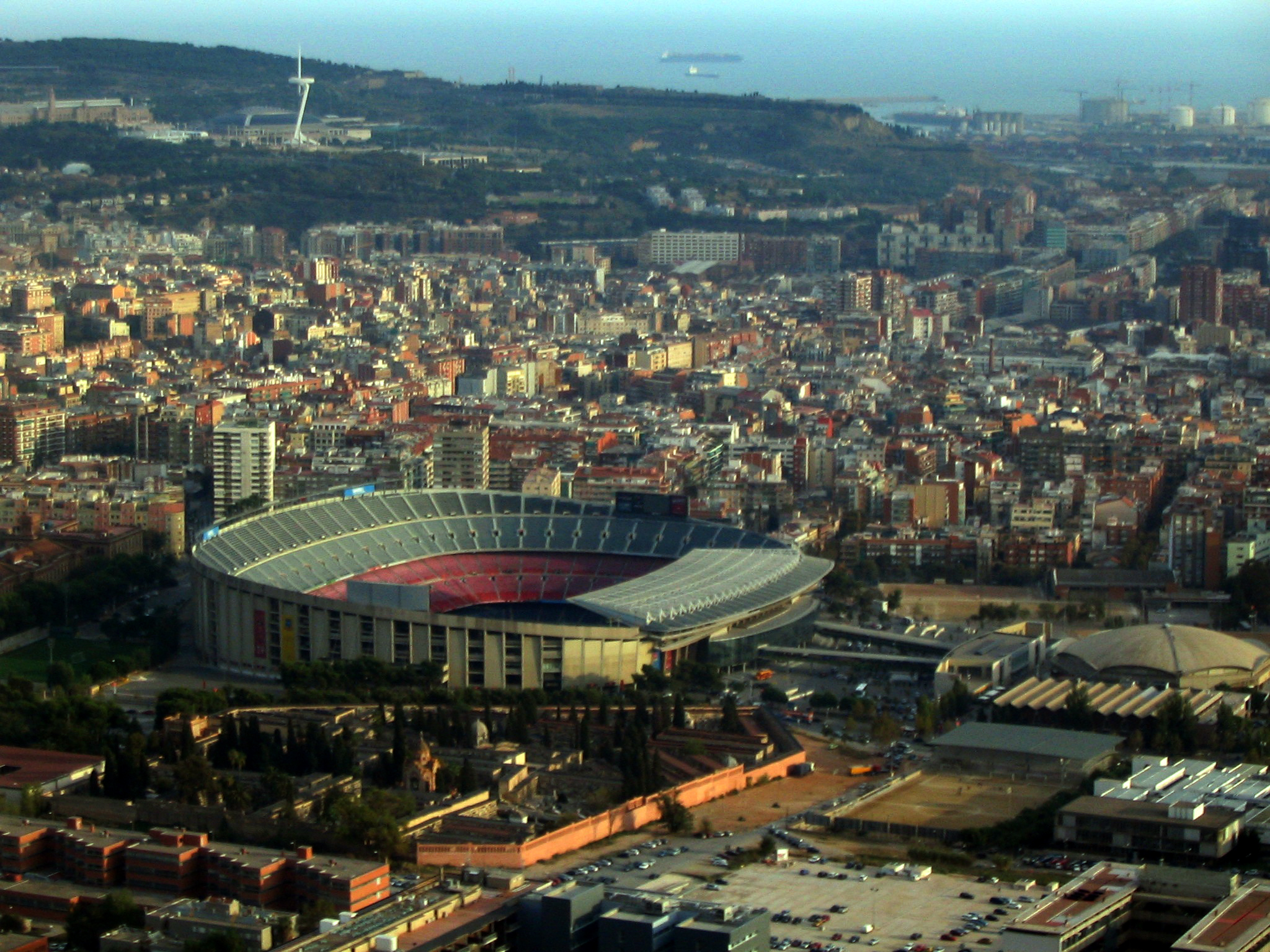
Vue aérienne du Camp Nou

À la suite de l'insurrection de Budapest et de l'intervention soviétique de 1956, plusieurs footballeurs du « Onze d'or hongrois » émigrent en Europe de l'Ouest et rejoignent Ladislao Kubala sur les terrains espagnols. Sándor Kocsis et Zoltán Czibor rallient le Barça, et Ferenc Puskás le Real Madrid. Le 24 septembre 1957, le Barça quitte le stade des Corts, surnommé sur sa fin le Camp Vell, et inaugure le Camp Nou, une enceinte de 90 000 places à la mesure d'un club comptant 49 000 socis et qui ambitionne de rivaliser avec le grand Real Madrid d'Alfredo Di Stéfano. Les dirigeants souhaitent le baptiser « stade Joan Gamper » mais le régime franquiste l'en empêche.

### Le Camp Nou, siège du catalanisme (1957-1978)
Le Barça, entraîné par le Franco-argentin Helenio Herrera à partir de 1958, parvient progressivement à ses fins. Après la quête de la coupe d'Espagne en 1957 et 1959 et des deux premières éditions de la Coupe des villes de foires en 1958 (face à une sélection londonienne en finale) et 1960 (face à Birmingham City), les Suárez, Kubala, Kocsis, Czibor, Evaristo, Eulogio Martínez, Villaverde, Olivella, Gensana, Segarra, Gràcia, Vergés et autres Tejada parviennent à briser la domination du Real sur la scène nationale en remportant le championnat en 1959 et 1960 (à la différence de buts). Mais battu en demi-finale de la coupe d'Europe des clubs champions 1960 par le Real Madrid (1-3, 1-3), le Barça voit son rival remporter un cinquième titre de champion d'Europe.
Les Barcelonais prennent leur revanche l'année suivante en devenant le premier club à éliminer les Merengues en coupe des clubs champions. Kubala, âgé de 34 ans, mène le club en finale, où malgré son statut de favori, il s'incline face au Benfica Lisbonne (3-2) lors d'un match spectaculaire et indécis. Cette cruelle défaite marque profondément le club, qui ne parvient plus à remporter de titre majeur dans la décennie, que ce soit en championnat, où il subit la domination du Real Madrid, que lors des compétitions européennes. Les Blaugranas, qui terminent au sixième rang en Liga en 1963 et 1965, remportent malgré tout la coupe d'Espagne en 1963 et la Coupe des villes de foire en 1966.
En 1968, le FC Barcelone vit une année symbolique forte. C'est d'abord Narcís de Carreras, président nouvellement élu, qui dans son discours en janvier déclare « el Barça es més que un club » (en français : « le Barça est plus qu'un club »), en référence à l'identité catalane dont le club se pose en porte-drapeau. La sentence devient la devise du club. Quelques mois plus tard, les Barcelonais dirigés par Salvador Artigas, ancien pilote de l'armée républicaine, s'offrent une nouvelle coupe d'Espagne en l'emportant en finale (1-0) sur le Real, à Madrid et devant Franco.
Le président suivant, Agustí Montal i Costa, poursuit l'œuvre d'affirmation du catalanisme de son prédécesseur, poussant les limites imposées par la dictature de Franco ce qui conduira à un certain nombre de frictions avec les autorités. Sur le plan sportif, il fait signer en 1971 l'entraîneur néerlandais Rinus Michels, le théoricien du « football total » qui vient de mener l'Ajax Amsterdam à la victoire lors de la Coupe des clubs champions européens 1970-1971. Celui-ci fait venir à l'été 1973 son ancien meneur de jeu Johan Cruijff, vainqueur du Ballon d'or en 1971 et considéré comme le meilleur joueur d'Europe, contre une indemnité de 60 millions de pesetas, un record mondial à l'époque.

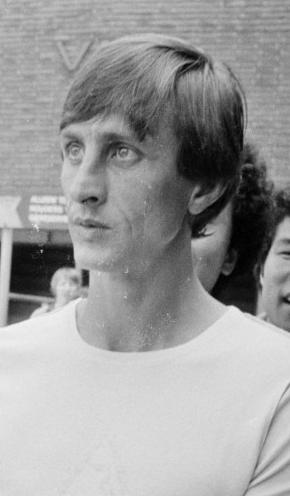
Cruijff en 1982.

La venue de Cruijff à Barcelone suscite un grand émoi chez les supporteurs catalans. Le Hollandais est d'autant plus apprécié qu'il a déclaré avoir préféré signer pour le Barça plutôt que pour le Real Madrid, parce que celui-ci était soutenu par Franco. Cette prise de position donne une aura extraordinaire à celui que les socis appelleront Salvador (en français : « le Sauveur »). Le club, qui s'apprête à fêter son 75e anniversaire, n'a plus gagné la Liga depuis 1960, ce qui rend la pression populaire énorme. L'équipe barcelonaise ne peut cependant compter sur sa recrue qu'à partir du 28 octobre, pour de sombres problèmes politico-administratifs. L'impact est immédiat : l'équipe, qui compte dans ses rangs Juan Manuel Asensi, Carles Rexach ou encore Hugo Sotil, ne perd alors plus aucun match et remporte finalement le championnat, en signant notamment une écrasante victoire le 17 février 1974 sur le terrain du Real Madrid (5-0). L'aura de Cruijff est encore accru par son adaptation à la vie catalane, illustrée par sa sélection en équipe de Catalogne en novembre 1973. Ses performances lui valent de remporter le Ballon d'or à deux reprises, en 1973 et 1974, devenant le premier joueur à le remporter trois fois.
Cruijff, dont le niveau se normalise les années suivantes (bien qu'il remporte encore le Prix Don Balón du meilleur joueur étranger de la Liga en 1977 et 1978), quitte finalement le Barça en 1978 sur une victoire en Coupe du Roi. Si d'un point de vue sportif le bilan de son passage au Barça est maigre avec deux titres, son talent individuel et son catalanisme assumé (il affiche son soutien aux prisonniers politiques de l'Assemblée de Catalogne, donne un prénom catalan à son fils Jordi, etc.) lui valent de rester une idole aux yeux des « culers », les supporteurs barcelonais.

### Stabilisation et développement sous la présidence Núñez (1978–2000)
En 1978, quelques mois après la fin du régime franquiste, le mouvement de démocratisation connu par le pays conduit le club à organiser pour la première fois une élection présidentielle, remportée par Josep Lluís Núñez. Son programme est de porter le club au plus haut niveau mondial, en assurant notamment sa stabilité sur le terrain et en dehors, notamment sur un plan financier. En vingt-deux ans, Núñez se fera fort de conserver ce credo, en s'évertuant à modérer la masse salariale quitte à entraîner le départ des stars de l'équipe (comme Maradona, Schuster ou encore Ronaldo).
Pour sa première saison, il voit son équipe remporter sa première compétition européenne de l’UEFA avec la Coupe d'Europe des vainqueurs de coupe. Après avoir écarté les Belges d'Anderlecht, tenants du titre, elle bat les Allemands du Fortuna Düsseldorf en finale, 4-3 après prolongation, à Bâle devant 30 000 supporters barcelonais.
Sur les conseils de Cruijff, Núñez inaugure quelques mois plus tard la Masía, le centre de formation du club, installé dans les locaux du siège. Pour autant, les résultats des Barcelonais en Liga restent décevants.

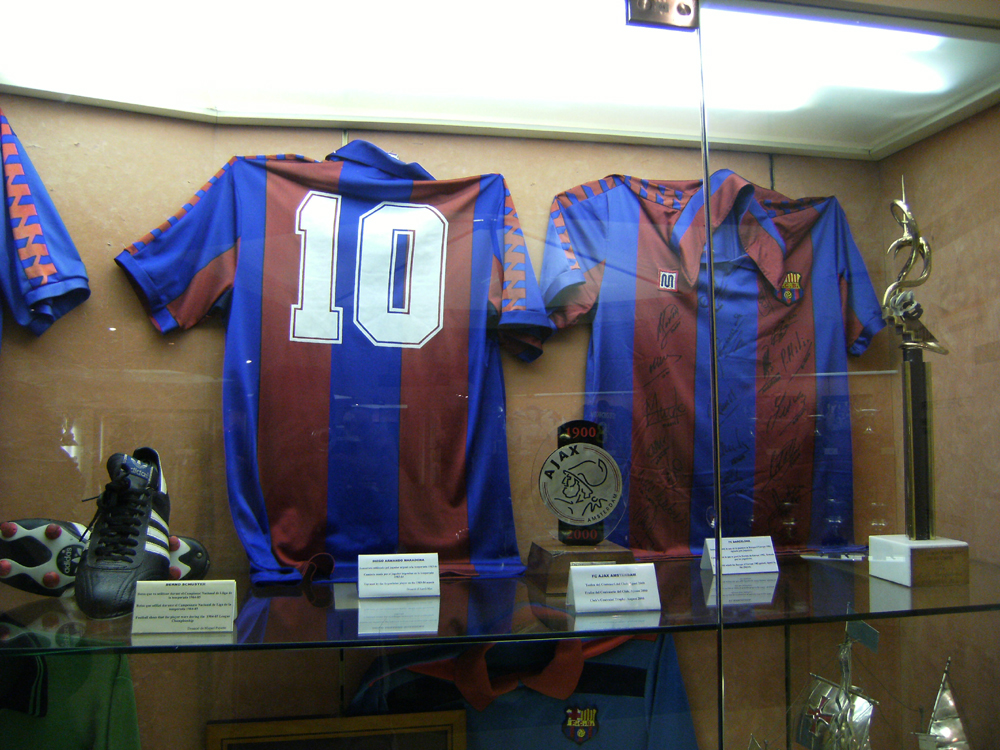
Maillot de Maradona exposé au musée du Barça.

Vainqueur en 1981 de la Coupe du Roi, le Barça remporte la saison suivante pour la deuxième fois la Coupe d'Europe des vainqueurs de coupe. Après avoir écarté Tottenham Hotspur en demi-finale, le Barça bat, au Camp Nou, les Belges du Standard de Liège (2-1) grâce à Quini et Allan Simonsen.
En juin, juste avant la Coupe du monde pour laquelle la capacité du Camp Nou est portée à 120 000 spectateurs, le club annonce le recrutement du célèbre meneur de jeu argentin de Boca Juniors, Diego Maradona, contre une indemnité record de 1,2 milliard de pesetas dont le montant provoque une importante polémique. Pour sa première saison, il est le meilleur buteur de l'équipe dirigée par Udo Lattek, avec laquelle il remporte une nouvelle Coupe du Roi. Agressé par le défenseur de l'Athletic Bilbao Andoni Goikoetxea en septembre 1983, il est arrêté plusieurs mois. Ses frasques, sur et en dehors du terrain, notamment lors de ses retrouvailles avec Bilbao en finale de Coupe du Roi, provoquent finalement son départ en 1984 au SSC Naples.
L'entraîneur anglais Terry Venables, nommé en 1984, mène pour sa première saison le Barça de l'Allemand Bernd Schuster et du capitaine José Ramón Alexanko à la conquête du championnat, onze ans après le dernier titre. La saison suivante, le club termine deuxième de Liga, est battu en finale de Coupe du Roi, et surtout s'incline de nouveau en finale de la Coupe des clubs champions européens, face au Steaua Bucarest lors de la séance de tirs au but, le gardien roumain Helmuth Duckadam arrêtant les quatre tirs espagnols. Le recrutement du buteur anglais Gary Lineker et du gardien Andoni Zubizarreta ne permet pas à Venables de remporter le titre, ce qui provoque son remplacement par Luis Aragonés. Quelques semaines avant leur victoire en Coupe du Roi face à la Real Sociedad (1-0), les joueurs, menés par un Schuster sur le départ, convoquent une conférence de presse au cours de laquelle ils réclament une augmentation des salaires et le départ du président Núñez,. Cet épisode, connu comme la « mutinerie de l'Hesperia » (en espagnol : el motin del Hesperia), est mal reçu par les supporters, qui soutiennent majoritairement les dirigeants.

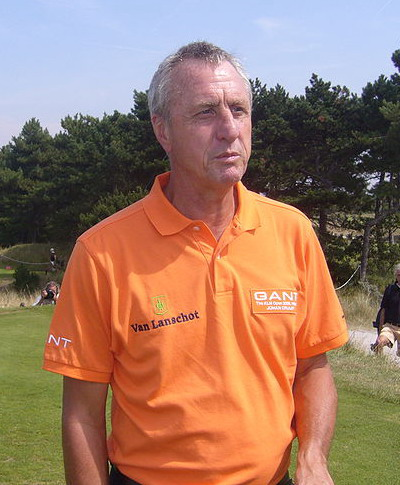
L'entraîneur Johan Cruijff.

En fin de saison, les dirigeants annoncent le retour de Johan Cruijff au club en tant qu'entraîneur, avec pour ambition de faire revivre le « football total » connu sous l’ère Rinus Michels et à qui il est demandé de renouveler profondément l'effectif. Cruijff construit progressivement une équipe répondant à ses attentes, avec un mélange de joueurs espagnols, en majorité basques ou catalans, comme Josep Guardiola, José Mari Bakero et Txiki Begiristain et de joueurs internationaux de grand talent comme Ronald Koeman, Michael Laudrup, Romário ou Hristo Stoichkov,.
| Zubizarreta (C) Juan Carlos Koeman Nando Ferrer Bakero Eusebio Guardiola Laudrup Salinas Stoichkov |
| Onze initial en finale de la Coupe d'Europe 1991-1992.                                             |
| Zubizarreta (C) Juan Carlos Koeman Nando Ferrer Bakero Eusebio Guardiola Laudrup Salinas Stoichkov |

Le Barça bat la Sampdoria en finale de la Coupe d'Europe des vainqueurs de coupe en 1989, puis remporte la Coupe du Roi devant le Real Madrid la saison suivante, au cours de laquelle le mandat du Hollandais paraît menacé. Les résultats arrivent lors de la saison 1990-1991, au cours de laquelle Cruijff est victime d'un infarctus, quelques mois avant que son équipe ne remporte finalement son premier titre de champion et mette ainsi fin à l'hégémonie de la « Quinta del Buitre » du Real sur le football espagnol. La Dream Team, référence à l'imbattable sélection américaine de basket-ball, est en place : elle conserve son titre de champion la saison passée puis remporte à Wembley, face à la Sampdoria encore, sa première Coupe des clubs champions européens. Vainqueur dans la foulée de la Supercoupe de l'UEFA puis de deux nouveaux titres de champion, le Barça pratique un football spectaculaire qui fait l'admiration des observateurs. La sévère défaite en finale de la Ligue des champions en 1994 face au Milan AC (4-0) marque la fin de cette glorieuse génération, qui aura entretemps remporté deux nouvelles Ligas (1992-93 et 1993-94).
Avec onze trophées en huit saisons, Cruijff devient alors l'entraîneur le plus titré de l'histoire du club, et celui qui est resté le plus longtemps en poste. Cependant, après deux dernières saisons sans titre et des désaccords de plus en plus marqués avec le président Núñez, Cruijff quitte le club en 1996.
Cruijff est remplacé par l'Anglais Bobby Robson, qui fait venir Ronaldo du PSV et réalise le triplé des Coupes en remportant la Coupe du Roi, la supercoupe d'Espagne et la Coupe d'Europe des vainqueurs de coupe, la quatrième au palmarès des Catalans, face au Paris SG (1-0). Malgré ces bons résultats, le style de jeu « pragmatique » de son équipe ne lui permet pas de faire oublier son prédécesseur, d'autant que les dirigeants se sont accordés depuis plusieurs mois avec Louis van Gaal, jeune entraîneur qui a mené l'Ajax Amsterdam à deux finales de Ligue des champions consécutives (dont une remportée en 1995).
Malgré le départ de Ronaldo à l'Inter Milan, Van Gaal dispose d'une équipe brillante et offensive composée de Luís Figo, Luis Enrique et Rivaldo, bientôt rejoints par son ancien attaquant Patrick Kluivert. Le Néerlandais réalise pour sa première saison le doublé Coupe du Roi-championnat. Cette même année, le président Núñez doit faire face à une motion de censure connue comme l'« Elefant Blau », conduite par Lluis Bassat et Joan Laporta, en réaction au licenciement de Johan Cruyff et à l'augmentation des dettes du club.
En 1999, le club fête son centenaire en conservant son titre de champion, tandis que Rivaldo devient le quatrième joueur du Barça à remporter le Ballon d'or. Pourtant, la décevante saison 1999-2000, où le club perd son titre et est éliminé par le Valence CF en demi-finale de la Ligue des champions, provoque le départ de van Gaal, puis du président Núñez, démissionnaire et affaibli par les divisions symbolisées par le mouvement Elefant Blau. Lluis Bassat prend la tête de la liste d’opposition, mais c’est finalement Joan Gaspart, vice-président de Núñez, qui est élu.
Van Gaal quitte le club dans des circonstances acrimonieuses, et s'en prend notamment à la presse. Son bilan, largement positif sur ses deux premières saisons, est souillé par ses mauvaises relations avec des joueurs importants comme Rivaldo, et la division qu'il a établie dans le vestiaire catalan en recrutant massivement des joueurs néerlandais (Kluivert, mais aussi Ruud Hesp, Michael Reiziger, Winston Bogarde, Frank de Boer, Ronald de Boer, Philip Cocu et Boudewijn Zenden).

### Les échecs des années Gaspart (2000-2003)

#### 2000-2001
Après sa récente élection au poste de président Joan Gaspart nomme Lorenzo Serra Ferrer en tant qu’entraîneur de l’équipe première et fait venir au club six nouveaux joueurs : Richard Dutruel, Gerard, Marc Overmars, Emmanuel Petit, Alfonso et Ivan De La Peña. Au total cette première opération pour enrichir l’effectif coûte plus de 15 000 millions de pesetas. Mais le club se sépare de Luís Figo, qui est vendu à l'ennemi de toujours, le Real Madrid, pour 61 millions d'euros, un record mondial à l'époque, à la grande colère des supporters.
La saison est un désastre sur le plan sportif et social. L’entraîneur ne répond pas aux objectifs fixés par le club et l’équipe fonctionne mal en Liga. À quelques journées de la fin, Gaspart destitue Serra Ferrer et instaure Carles Rexach au poste d’entraîneur. En cette fin de saison, l’équipe compte 17 points de retard sur le Real Madrid, qui finit champion. Le FC Barcelone obtient malgré tout la 4e place au classement, synonyme de qualification pour la Ligue des Champions, à l’ultime journée du championnat. Le club bat au Camp Nou le Valencia CF par 3 buts à 2, grâce un retourné acrobatique de Rivaldo devant la surface de Cañizares à la (88e) minute.
L’équipe, également éliminée en Coupe d’Espagne et en Ligue des Champions (dès la phase de poules), termine la saison 2000-2001 sans trophées. À la fin de la saison, Josep Guardiola quitte le club et est remplacé au poste de milieu récupérateur par le jeune Catalan Xavi, qui s’impose immédiatement au milieu du terrain comme l’organisateur du jeu du Barça, poste qu’il avait déjà occupé lors de la saison 1999-2000 sous l’égide de l’entraîneur Louis van Gaal, alors que Guardiola était blessé.

#### 2001-2002
Après la déroute de la saison précédente, Gaspart va de nouveau engager une grande partie des économies du club afin de s’attacher les services de six nouveaux joueurs : Saviola, Geovanni, Fábio Rochemback, Christanval, Bonano et Andersson. Carles Rexach est confirmé dans ses fonctions.
Cette saison est elle aussi un échec. L’équipe se fait éliminer de la Coupe du Roi ainsi que de la Ligue des champions et est une nouvelle fois en mauvaise posture dans la Liga. Le FC Barcelone termine 4e avec 64 points à 11 points derrière le Valencia CF qui est champion. Pour Joan Gaspart c’est sa seconde saison sans titre.
Cette période est particulièrement difficile pour le Barça, à tous les niveaux. Pris de court par la politique des "Galactiques" entamée à Madrid par Florentino Pérez, Joan Gaspart a investi d'énormes sommes dans une tentative désespérée de contrer le Real tout-puissant de l'époque. Ainsi, Saviola, Geovanni et Rochemback auront coûté à eux trois près de 50 millions d'euros, alors qu'ils étaient très jeunes et n'avaient aucune expérience du football européen. On peut aussi inclure dans cette liste de flops Juan Roman Riquelme (11 millions d'euros). Aucun de ces joueurs ne parviendra à donner la pleine mesure de son talent en Catalogne, et les Brésiliens Rochemback et Geovanni finiront même dans des clubs de divisions inférieures en Angleterre.
À titre de comparaison, à la même époque, le grand rival madrilène recrute Luís Figo et Zinédine Zidane pour une somme combinée dépassant largement les 100 millions d'euros. Mais les retombées sportives et financières de ces transferts permettent en grande partie de justifier cette politique coûteuse. L'approche de Barcelone est moins dépensière certes mais ne rapporte rien. Quand, en avril 2002, lors d'une demi-finale de Ligue des Champions, le Real vient gagner 2-0 dans l'antre de son ennemi, le symbole est particulièrement puissant: en ce début de millénaire, le club madrilène balaie tout sur son passage et le Barça n'est plus en mesure de s'y opposer.

#### 2002-2003
La saison 2002-2003 est pire de l’ère Joan Gaspart. Louis van Gaal retourne au club en tant qu’entraîneur et succède à Carles Rexach. L'annonce de son retour pousse sur le départ Rivaldo, qui signe en transfert libre au Milan AC. Les relations houleuses entre le champion du monde brésilien et van Gaal étaient un secret de Polichinelle. Gaspart commence alors sa troisième saison par quatre nouvelles incorporations dans le groupe professionnel : Riquelme, Mendieta, Sorín et le gardien allemand Robert Enke.
Le FC Barcelone termine la saison à la 6e place à 22 points du champion, le Real Madrid, et se qualifie lors de la dernière journée pour la Coupe UEFA. En Ligue des Champions, le club impressionne lors des deux phases de poules et établit un nouveau record de succès consécutifs (9, avec notamment une démonstration contre l'Inter de Milan en février 2003). En quarts de finale, les Catalans sont sortis à domicile par une Juventus pourtant réduite à 10. Ce nouvel échec en Ligue des Champions est symptomatique des difficultés que rencontre le club barcelonais dans cette compétition depuis près d'une décennie, alors que son ennemi le Real Madrid s'y balade (3 titres entre 1997 et 2002).
Les mauvais résultats de l’équipe créent des tensions et fin janvier, à la suite d'une débâcle sur le terrain du Betis Séville, van Gaal démissionne de son poste. Dans le courant du mois de février, Joan Gaspart lui emboîte le pas et cède sa place à son vice-président Enric Reyna. Celui-ci est dans l’incapacité de dominer la situation et démissionne tout en convoquant des élections afin de trouver un nouveau président au FC Barcelone. En attendant les élections, Joan Trayter assure l’intérim à la présidence du club et prépare les élections.
Le 13 juin 2003 se déroulent les élections à la présidence avec six candidats en concurrence : Joan Laporta, Lluís Bassat, Jaume Llauradó, Josep Martínez-Rovira, Josep Maria Minguella et Jordi Majó. Ces élections ont enregistré la plus grande participation de l’histoire du club avec 54 % des socios ayant le droit de vote. Le président élu, avec une forte majorité, est le candidat le plus jeune : Joan Laporta.

### L'ère Rijkaard (2003-2008)

#### Saison 2003-2004: un club en reconstruction
Le FC Barcelone sort meurtri des années de présidence de Joan Gaspart. Entre 2000 et 2003, quatre entraîneurs se sont succédé sur le banc au Camp Nou, sans qu'aucun titre ne soit remporté. Des sommes d'argent considérables ont été misées sur des joueurs sud-américains coûteux (Javier Saviola, Geovanni et Fabio Rochemback), sans résultat notable. Les crises se sont succédé et le meilleur rang du club en Liga durant cette période a été la quatrième place (2000-01 et 2001-02). Le comble est qu'entretemps, l'ennemi héréditaire, le Real Madrid, connait un succès sans précédent (3 titres de champion d'Espagne et 3 Ligues des Champions entre 1996 et 2003) et fait rêver des supporters du monde entier avec son football offensif.
La nouvelle direction du Barça, présidée par Joan Laporta entame alors une profonde rénovation interne dans tous les compartiments. Laporta nomme Txiki Begiristain comme Directeur Technique et institue le Hollandais Frank Rijkaard comme nouvel entraîneur. Le corps technique procède alors à une autre profonde rénovation, celle-ci concernant l’effectif, et engage six nouveaux joueurs : Ronaldinho, Rustu, Luis Garcia, Márquez, Quaresma et van Bronckhorst.
Cette politique de transferts marque une rupture avec les années Gaspart. Les nouveaux arrivants ont la particularité de déjà connaitre le football de haut niveau en Europe, contrairement aux recrues de 2001 et 2002. De ces nouveaux visages, Rijkaard et Ronaldinho deviendront particulièrement importants, changeant à jamais le cours de l'histoire du club. Entre 2003 et 2008, le technicien batave et le meneur de jeu brésilien feront la pluie et, souvent, le beau temps en Catalogne.
Les premiers mois de la saison 2003-04 sont très mauvais. L’équipe ne fait pas partie de la 1re moitié de tableau et occupe alors la 12e place du classement à 18 points du premier, le Real Madrid. Une partie des socios et de la presse souhaite la démission de Frank Rijkaard. Début décembre 2003, il est encore plus fragilisé par la défaite à domicile lors du Clásico contre le Real, que Barcelone n'a plus battu depuis octobre 2000. Laporta ne cède pas et maintient Rijkaard à son poste.
Au mois de janvier Edgar Davids, milieu de terrain hollandais cédé par la Juventus et ancien coéquipier de Rijkaard à l'Ajax, vient renforcer l’équipe. L'arrivée du néerlandais surnommé le "pitbull" va révolutionner le jeu du Barça et préfigurer le milieu de terrain à trois têtes qui va devenir la base de jeu de Frank Rijkaard. L'attaque devient également un trident avec Ronaldinho, Luis Garcia et Patrick Kluivert ou Saviola. Enfin, Le Barça assiste aussi à la révélation d'un jeune gardien : Víctor Valdés, lancé par Louis van Gaal en 2002 et revenu en grâce auprès de Rijkaard devant l'inconstance de la nouvelle recrue Rustu.
La seconde partie du championnat est le lieu d’un retournement de situation. À partir du 10 janvier 2004, le Barça remporte 15 matchs sur 20, et ne s'incline qu'à deux reprises, en toute fin de saison. Avec 9 et 12 buts respectivement durant la période, Ronaldinho et Javier Saviola sont les grands artisans de ce revirement de situation, mais la contribution d'Edgar Davids ne saurait être ignorée, car il permet à Frank Rijkaard d'équilibrer son équipe et d'adopter un schéma tactique efficace.
Cette remontée se fait parallèlement à la chute du Real Madrid qui se fait éliminer quelques semaines plus tôt de la Ligue des champions par l'AS Monaco. Le 25 avril 2004, le Barça s'impose 2 - 1 à Madrid avec un but de Xavi et des arrêts de Víctor Valdés. L’équipe remonte dans le classement pour terminer à la seconde place avec 72 points à seulement 5 points du champion, le Valencia CF. La même année, le FC Barcelone remporte la Coupe de Catalogne.

#### Saison 2004-2005: victoire en championnat
L'encadrement technique du FC Barcelone complète la rénovation de l’équipe initiée la saison précédente avec sept nouvelles recrues : Belletti, Giuly, Larsson, Deco, Sylvinho, Edmílson et Eto'o.
Belletti, latéral droit international brésilien, vient de Villarreal et arrive au Barça en échange du gardien de but Pepe Reina et 4 millions d'euros.
Giuly transféré de l'AS Monaco FC dont il était le capitaine. Désireux d'un nouveau challenge, il accepte de venir au Barça où Frank Rijkaard décide de lui confier le couloir droit de son trident offensif.
Larsson vient des Celtic Glasgow où il a fini quatre fois meilleur buteur du championnat d'Écosse. Il vient apporter son sens du but et son expérience.
Deco vainqueur de la Ligue des champions avec le FC Porto de José Mourinho. Meneur de jeu, il est replacé plus en retrait aux côtés de Xavi.
Sylvinho, ancien joueur d'Arsenal FC, vient du Celta Vigo. Arrière gauche, doté d'une technique soignée et d'une frappe puissante, il est chargé de venir en soutien au même poste que Giovanni van Bronckhorst.
Malgré les nombreuses et graves blessures qui handicapent l'équipe (Gabri, Motta, Larsson et Edmilson se sont rompus les ligaments croisés du genou), l'équipe remporte le championnat six saisons après leur dernier titre. Le Camerounais Samuel Eto'o devient le buteur de l’équipe : il marque 24 buts dans la Liga et 5 dans le reste des compétitions. L'équipe gagne à nouveau la Coupe de Catalogne, coupe qu'il n'a aucun mal à gagner puisque la concurrence n'existe que par l'autre club de Barcelone le RCD Espanyol de Barcelona. La coupe de Catalogne étant une compétition régionale sans grand intérêt pour les grands clubs.

#### Saison 2005-2006: doublé Championnat - Ligue des Champions

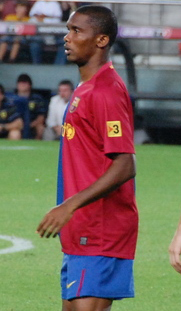
Samuel Eto'o

Cette troisième saison sous l’égide de Laporta commence par l’acquisition de deux nouveaux joueurs qui sont le hollandais Mark van Bommel et l’espagnol Santiago Ezquerro. Elle est marquée également par l'éclosion de Lionel Messi, venu du centre de formation du club, la Masia.
En début de saison, le Barça remporte la Supercoupe d'Espagne, aux dépens du Bétis Séville.
Après un début mitigé, l’équipe s’empare de la première place du classement, après avoir battu le Real Madrid à 3 buts à 0, le 19 novembre 2005. Le FC Barcelone ne quitte plus la tête de la Liga 2005-2006 et remporte le championnat avec 82 points (25 victoires, 7 nuls et 6 défaites) soit 12 de plus que son dauphin, le Real Madrid. Samuel Eto'o termine meilleur buteur de la Liga avec 26 buts et devient Pichichi.
Le FC Barcelone réussit le doublé en remportant la Ligue des champions 2006 au Stade de France face à Arsenal FC (2-1). Eto'o et Belletti marquent les deux buts, servis par Larsson.

#### Saisons 2006-2007 et 2007-2008: deux saisons blanches
Frank Rijkaard et Txiki Begiristain entament leur quatrième saison par un renforcement de l'effectif avec respectivement la venue de trois joueurs internationaux et d'un international en retour de prêt : Eidur Gudjohnsen, Lilian Thuram, Gianluca Zambrotta et Javier Saviola. Un autre renfort vient combler le départ de Henk Ten Cate (entraîneur adjoint) en la personne de Johan Neeskens ancien joueur et coéquipier du FC Barcelone de Johan Cruyff. Henrik Larsson et Mark Van Bommel quittent le club cette année-là.
Après leur stage de préparation à Aarhus au Danemark et leur tournée commerciale aux États-Unis, le FC Barcelone version 2006-2007 a fini sa préparation avec un bilan de 3 victoires et 2 matchs nuls. De retour des États-Unis, les « hommes » de Rijkaard ont disputé la Supercoupe d'Espagne face à l'Espanyol Barcelone. Au match aller, le Barça s'est imposé 1 à 0 par un but de Ludovic Giuly à l'extérieur, alors qu'ils ont survolé le match retour au Camp Nou 3 à 0 avec un but du catalan Xavi et un doublé de Deco, dont le deuxième conclu par un magnifique retourné acrobatique. Le FC Barcelone remporte donc son premier titre de la saison et égale au passage le record de victoires en Supercoupe d'Espagne détenu alors par le Real Madrid (7).
Le 25 août 2006, peu avant la reprise du championnat espagnol, le FC Séville, vainqueur de la coupe UEFA, bat le FC Barcelone, vainqueur de la Ligue des champions, lors de la Supercoupe de l'UEFA par 3 buts à 0.
Le 28 août 2006, le FC Barcelone commence la nouvelle saison de la Liga avec une victoire à l'extérieur contre le Celta Vigo 3 buts à 2. Gianluca Zambrotta est pour la première fois titularisé. Les buts catalans ont été marqués par Eto'o, Messi et Gudjohnsen.
Le 12 septembre 2006, le FC Barcelone signe un accord historique avec l'UNICEF : les joueurs portent sur leur maillot le logo de l'association en jaune. Le club blaugrana verse une somme de 1,5 million d'euros par an à l'UNICEF.
Le 27 septembre 2006, l'attaquant vedette Samuel Eto'o se blesse tout seul lors de la rencontre de Ligue des Champions opposant le FC Barcelone au club allemand du Werder Brême.
La blessure de l'attaquant camerounais et celle de Lionel Messi ne permettent pas à Frank Rijkaard d'effectuer autant de rotations que les années précédentes : Ronaldinho, quant à lui, porte l'équipe à bout de bras et le Barça conserve la tête de la Liga pendant de long mois.
Le 10 mars 2007 lors d'un Clásico opposant le Barça au Real Madrid, Messi inscrit un « coup du chapeau » qui permet au FC Barcelone, à 10 contre 11, d'obtenir le match nul 3-3.
Qualifié pour les huitièmes de finale de la Ligue des Champions, le Barça affronte le FC Liverpool et s'incline 2-1 au Camp Nou avant d'aller s'imposer 1-0 à Anfield. Le FC Barcelone, vainqueur la saison passée de cette même compétition est éliminé sans briller.

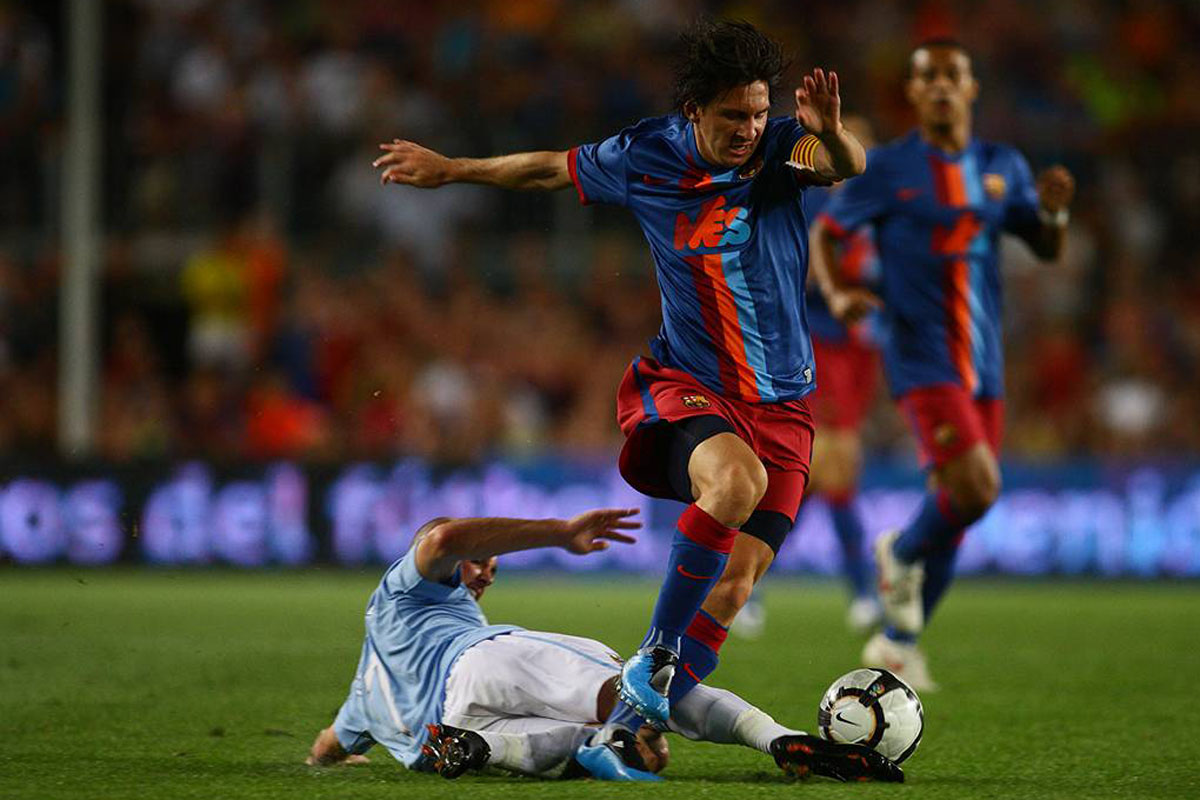
Lionel Messi

En fin de saison, les Blaugrana perdent des points dans les dernières minutes (matchs nuls contre le Betis et l'Espanyol Barcelone notamment) et le Real Madrid pour sa part gagne ses rencontres dans les dernières minutes.
C'est donc le club madrilène qui remporte la Liga, à égalité de point avec le Barça, mais avec une meilleure différence de buts dans les confrontations directes (2-0 et 3-3). Il faut ajouter à cela une élimination en demi-finale de la Copa del Rey : malgré une victoire 5-2 face à Getafe, avec notamment un but de Lionel Messi, le Barça s'incline 4-0 à l'extérieur avec Messi sur le banc.
La saison 2007-2008 commence par un renforcement de l'effectif avec la venue de deux joueurs internationaux français : Thierry Henry et Éric Abidal. Vient ensuite Yaya Touré, qui évoluait à l'AS Monaco. La dernière recrue est le défenseur argentin Gabriel Milito en provenance de Saragosse. Des joueurs comme Giuly, Saviola ou Beletti quittent le club cette année-là.
Lors de la saison 2007-2008, le FC Barcelone est éliminé le 19 mars 2008 de la Coupe du Roi en demi-finale par le Valence CF. N'ayant pu obtenir de victoire au Camp Nou, le club culé s'incline sur le score de 3-2 au match retour à Mestalla.
En championnat, les blaugranas perdent du terrain sur le Real Madrid (3e avec 14 points de retard sur les merengues à la 34e journée).
Enfin, en Ligue des champions après 8 victoires, 2 nuls avant la demi-finale retour face à Manchester United, le club est éliminé le 29 avril 2008 sur une défaite 1-0 face à Manchester United à Old Trafford après un match nul 0-0 à l'aller une semaine plus tôt.
Ainsi, après l'élimination en Ligue des champions les Catalans n'obtiendront aucun trophée lors de la saison 2007-2008.
Frank Rijkaard est limogé lors de la dernière journée de la saison et remplacé par Josep Guardiola (37 ans), capitaine emblématique du club sous l'ère Johan Cruijff et alors entraîneur de l'équipe B du Barça.

### L'ère Guardiola (2008-2012)
La saison 2008-2009 du club est marquée par l'arrivée d'un nouvel entraîneur, Pep Guardiola en remplacement de Frank Rijkaard qui a été à la tête de l'équipe durant 5 ans. Le club barcelonais réalise un triplé championnat-Coupe-Ligue des champions retentissant. Le 13 mai, Barcelone remporte tout d'abord sa vingt-cinquième Coupe du Roi face à l'Athletic Bilbao, onze ans après sa dernière victoire. Trois jours plus tard, le club est sacré champion d'Espagne. Enfin le 27 mai 2009, le FC Barcelone remporte la Ligue des Champions en s'imposant 2-0 face à Manchester United au Stadio Olimpico de Rome avec des buts de Samuel Eto'o à la 10e minute et de Lionel Messi, de la tête, à la 70e. C'est la première fois de l'histoire du football espagnol qu'une équipe réalise le triplé. Tout au long de la saison Pep remet au goût du jour le mythique football total inspiré par Johan Cruyff au début des années 1990, pressing, engagement, récupération, fluidité étaient les maîtres mots durant l'épopée 2008-2009.
| Valdés Puyol (C) Touré Piqué Sylvinho Xavi Busquets Iniesta Henry Messi Eto'o      |
| Le onze initial lors de la finale de la Ligue des Champions le 27 mai 2009 à Rome. |
| Valdés Puyol (C) Touré Piqué Sylvinho Xavi Busquets Iniesta Henry Messi Eto'o      |

Durant le mercato estival 2009, le transfert le plus médiatique est celui de Zlatan Ibrahimović qui arrive de l'Inter et rejoint le club catalan en échange de Samuel Eto'o plus 46 millions d'euros, ce qui en fait le transfert le plus cher de l'histoire du club. Après des victoires en août 2009 en Supercoupe d'Espagne et en Supercoupe d'Europe contre respectivement l'Athletic Bilbao et le FC Chakhtar Donetsk, le Barça remporte également la Coupe du monde des clubs le 19 décembre en battant l'Estudiantes de la Plata 2 buts à 1 après prolongation. Le club catalan remporte ainsi son sixième titre de l'année 2009 et devient ainsi le premier club de l'histoire à remporter toutes les compétitions jouées au cours d'une même année. Les Blaugranas sont éliminés par l'Inter Milan en demi-finale de la Ligue des champions 2010. Cependant en championnat, Barcelone conserve son titre avec un total record de 99 points, grâce notamment au Ballon d'or Lionel Messi auteur de 34 buts.
Le 19 mai 2010, le FC Barcelone confirme l'acquisition de l'attaquant international espagnol David Villa, contre un chèque de 40 millions d'euros.
Le 11 juillet 2010, l'Espagne remporte la finale de la Coupe du monde avec sept joueurs du Barça dans le onze initial dont six formés à La Masía.
Le samedi 21 août 2010, le Barça remporte la Supercoupe d'Espagne en battant le FC Séville 4-0 avec 3 buts de Lionel Messi, le match aller s'étant soldé par une défaite 3-1.
Le 27 août 2010, le FC Barcelone confirme l'acquisition du milieu défensif argentin de Liverpool, Javier Mascherano contre un chèque de 22 millions d'euros. En novembre, le club confirme l'arrivée de l'international néerlandais Ibrahim Afellay en janvier 2011.
Le 29 novembre 2010, le Barça l'emporte 5 à 0 face au Real Madrid dans un des plus grands Clasico de l'Histoire, et prend la première place de la Liga. Les buteurs sont Xavi, Pedro, Villa (x2) et Jeffrén. Si Lionel Messi n'a pas marqué, il a été une nouvelle fois exceptionnel avec deux passes de but, tout comme Xavi et Iniesta, favoris déclarés au Ballon d'or. La qualité de jeu des Blaugranas a été éblouissante.
Le 6 décembre, la FIFA et France Football annoncent que les trois finalistes du Ballon d'or 2010 sont Andrés Iniesta, Xavi Hernández et Lionel Messi, tous trois formés à La Masía. C'est la première fois dans l'histoire du Ballon d'or que des joueurs issus du même centre de formation occupent les trois places du podium.
Carlos Alberto Parreira, ex-sélectionneur du Brésil, considère en décembre 2010 que le FC Barcelone est la meilleure équipe du monde car elle a inventé avec le temps une nouvelle façon de concevoir le football. Pour Parreira, les succès du Barça sont basés sur six aspects essentiels : le leadership du capitaine Carles Puyol sur le terrain de jeu, le leadership de Pep Guardiola en dehors du terrain, le talent de deux meneurs de jeu comme Xavi et Iniesta, l'efficacité face aux buts de Messi et Villa, le travail de Pedro Rodríguez et finalement le fait d'imposer son jeu quel que soit l'adversaire .
La beauté du jeu déployé qui épuise tous les superlatifs de la presse internationale, la facilité avec laquelle l'équipe vient à bout de la plupart de ses adversaires, les trophées remportés et le talent inné de ses joueurs font que le Barça de Pep Guardiola est souvent considéré comme le meilleur Barça de l'histoire du club.
À l'intersaison, le club fait signer le chilien Alexis Sanchez en provenance du club italien de l'Udinese pour environ 35 M€ et surtout parvient, après trois années de lourdes négociations à faire revenir au club Cesc Fabregas, pour 40 M€, qui était parti à l'âge de 16 ans à Arsenal.
Avec ces deux seules recrues, le Barca entame sa saison par la Supercoupe d'Espagne face au Real Madrid. Le match aller se solde par un match nul 2-2 et le retour permettra de voir Cesc Fabregas revêtir le maillot blaugrana pour la première fois en équipe première, son transfert ayant été officialisé le lendemain du match aller. Il fait donc son entrée à la 83e minute juste après l'égalisation du français Karim Benzema pour le Real Madrid. Alors que l'on se dirige vers la prolongation, Leo Messi inscrit le 3e but de son équipe et lui permet de remporter le trophée. Cesc Fabregas remporte donc là son 1er titre depuis 2005 alors qu'il n'est au Barca que depuis 2 jours.
Lors de la Supercoupe d'Europe qui l'oppose au FC Porto à Monaco, le Barca s'impose 2-0 grâce à des buts de Messi et Fabregas entré en jeu. Pour son 2e match officiel, il remporte donc un 2e titre.
Le 29 août 2011, pour le 1er match de championnat, Cesc Fabregas est pour la 1re fois titulaire, et va même marquer, tout comme Alexis Sanchez, l'autre recrue estivale. Le Barca s'impose 5-0 face à Villarreal, qui va pourtant disputer la Ligue des Champions. Thiago, Fabregas, Sanchez et Messi par deux fois sont les buteurs. En championnat, le Barça termine 2e derrière le Réal une première depuis quatre ans. En Ligue des champions, ils sont sortis au stade des demi finales par Chelsea.

### Parenthèse Tito Villanova ( 2012-2014 )
Guardiola quitta ses fonctions et fut remplacé par son adjoint Tito Vilanova qui mènera le club à un nouveau titre de champion d'Espagne. En Coupe du roi, ils furent éliminé par le Réal Madrid et en ligue des champions par le Bayern Munich. À l'éte 2013, le club signe le brésilien Neymar de Santos Futebol Clube (Santos). La saison 2013-2014 fut compliquée : 2e de Liga derrière l'Atletico, éliminé en quarts de C1 puis défaite en finale de la Coupe du roi contre le Réal. Cette année fut marquée par le décès de Tito Vilanova et la retraite du capitaine Carles Puyol.

### Luis Enrique et la MSN (2014-2017)
À l'été 2014, Luis Enrique arriva en tant que manager ainsi que l'attaquant uruguayen de Liverpool, Luis Suárez .Le Trio Messi-Suarez-Neymar surnommé la MSN rafla tout sur son passage. Avec un triplé et une 5e Ligue des champions victoire 3-1 contre la Juventus en finale. Buts de Ivan Rakitić, Neymar et Luis Suárez.     La Saison 2015-2016 se boucla avec le doublé Coupe- Championnat mais une élimination en quarts de finale de C1 contre l'Atletico. Lors de la saison 2016-2017, le club fut dominé en championnat par le Réal Madrid malgré une victoire 3-2 à Santiago Bernabéu avec un doublé de Messi. En Ligue des champions, ils tombèrent sur le PSG en 8es de finale. Après une lourde défaite 4-0 en France, les catalans renversèrent la balance au Camp Nou victoire 6-1 avec un but dans les dernières secondes de Sergi Roberto. Avant d'être sorti en quarts par la Juventus Turin. Un 29e sacre en Coupe du roi et une 2e place en Liga bouclèrent la saison.

### Période de transferts ratés et crise économique (2017-2021)
À l'été 2017, Luis enrique quitta son poste et fut remplacé par Ernesto Valverde. Neymar signa pour 222 millions d'euros au Paris Saint-Germain connu comme le transfert le plus cher de l'histoire du football. Pour le remplacer le club misa sur la jeune pépite française Ousmane Dembélé du Borussia Dortmund. Plus tard suivi le milieu brésilien Paulinho. En hiver, les blaugranas signèrent l'attaquant brésilien Philippe Coutinho. Ils surclassèrent l'Atletico et le Réal en championnat soulevant un nouveau titre de champion d'Espagne. En Ligue des champions, ils éliminèrent Chelsea en VIIIe siècle Le match aller en quarts se solda par une victoire facile 4-1 au Camp Nou contre l'AS Rome mais les Romains inversèrent la tendance au retour défaite 3-0. La règle du but à l'extérieur envoya les italiens en demi finales. Pour la saison 2018-2019, Valverde fut toujours sur le banc. Le Mercato fut pas excellent avec le départ de Paulinho pour son ancien club Guangzhou Evergrande et le prét du ghanéen Kevin-Prince Boateng. Andres Iniesta quitta club après des années passés sous le maillot de son club formateur. Le Barça surclassa le Réal 5-1 lors du classico au Camp Nou avec un triplé de Suarez. En Ligue des champions, ils terminèrent 1er du groupe de la mort devant Tottenham  et l'Inter Milan. Après avoir sorti l'OL en 8es et Manchester United en quarts, ils tombèrent sur les Reds de Liverpool. Après une victoire 3-0 à domicile, le match retour se solda par une défaite 4-0. Liverpool se qualifia et le club catalan vécu encore une élimination cruelle. Le club perdu la finale de la Coupe du roi contre Valence alors qu'ils avaient remporté les 4 dernières éditions. La saison 2019-2020 fut marqué par l'arrivée du français Antoine Griezmann et du milieu néerlandais Frenkie de Jong de l'Ajax Amsterdam. Ernesto Valverde  fut remplacé par Quique Setién. Le Barça offrit le titre de champion d'Espagne au Réal à la 37e journée après un match nul contre Osasuna. En C1, ils terminèrent 1er de leur groupe devant Dortmund et l'Inter. En 8es, ils sortirent les italiens du Napoli. Le quart de finale en une seule manche à huis clos contre le Bayern Munich se solda par une large défaite 8-2 à Lisbonne. Endetté, le club catalan se sépara de plusieurs joueurs au mercato dont Luis Suarez, Ivan Rakitic, Arturo Vidal, Nélson Semedo et Arthur.    L'équipe se renforça quand même avec les arrivées du Bosnien Miralem Pjanić, l'attaquant portugais Francisco Trincão et le danois Martin Braithwaite. Ronald Koeman arrive en tant que manager à la place de Quique Setien. Josep Maria Bartomeu démissionna de son poste et Joan Laporta fit son retour à la tête du club. Le Barça termina 3e de Liga derrière l'Atletico et le Réal. En Coupe d'Europe, ils terminèrent 2e de leur groupe derrière la Juventus après une défaite 3-0 lors de la dernière journée au Camp  Nou. En 8es de finale, ils furent sortis par le Paris Saint Germain. Ils remportèrent la Coupe du roi contre l'Athletic Bilbao qui les avaient déjà battu en finale de la Super Coupe d'Espagne. L'été 2022 fut marqué par les départs de Messi la crise économique du club empêcha la prolongation du sextuple Ballon d'or argentin, Griezman et Coutinho considérés comme des flops prirent aussi la porte de sortie. L'équipe se renforça avec les arrivées de Memphis Depay et Sergio Agüero. 9e en championnat, Ronald Koeman fut limogé et remplacé par Xavi grandé légende du club.Ce dernier n'empêcha pas l'élimination du club en phases de poules de la C1. 3e de leur groupe derrière le Bayern et le Benfica Lisbonne synonyme de recadrage en Ligue Europa compétition à laquelle le club n'avait pas pris part depuis la saison 2000-2001. Ils y seront éliminés en quarts de finales par les Allemands de Francfort. En Hiver le club signa Pierre-Emerick Aubameyang , Ferran Torres et les retours du Brésilien Dani Alves et d'Adama Traoré formé au club. hiver. Une 2e place en championnat sauva la saison du club et une masterclass 4-0 contre le Réal à Santiago Bernabéu .

### Reconstruction sous Xavi (2022-2024)
Une nouvelle ère s'entame la saison suivante sous Xavi, au mercato on enregistre les arrivées du brésilien Raphinha, le défenseur français Jules Koundé, les défenseurs Marcos Alonso  et Andreas Christensen tous deux en provenance de Chelsea, l'Ivoirien Franck Kessié et l'attaquant polonais Robert Lewandowski et aussi la retraite de Gérard Piqué. Le club se débarrasse du français Samuel Umtiti, Braithwaite, Nico González, Riqui Puig, Óscar Mingueza, Ferran Jutglà et fait revenir aussi le latéral droit Héctor Bellerín formé à la Masia. Memphis Depay arrivé un an plus tôt quitte le club ainsi qu'Aubameyang. Xavi remporta son 1er titre  avec un 14e sacre en Super coupe d'Espagne contre le Réal Madrid victoire 3-1 buts de Gavi, Pedri et Lewandoski. En championnat, ils distancèrent le Réal et fut sacré champion d'Espagne la première fois depuis 3 ans. La note fut plus salé en Europe avec une 3e place dans le groupe de la mort derrière le Bayern et l'Inter et une élimination en 16es de finale de la Ligue Europa aux mains de Manchester United.
À l'été 2023, le club fait revenir le milieu Oriol Romeu, signe Íñigo Martínez et İlkay Gündoğan récent vainqueur de la ligue des champions avec Manchester City ainsi que les prêts des portugais João Cancelo et João Félix. Au niveau des départs, Ousmane Dembelé signe au Paris Saint Germain, Ansu Fati est prêté à Brighton. le français Clément Lenglet est prêté pour la 2e année de suite en Premier League du côté d'Aston Villa. Claps de fin aussi pour le capitaine Sergio Busquets et Jordi Alba en fin de contrats.
En Coupe d'Europe, les catalans héritent d'un groupe abordable avec le FC Porto, Royal Antwerp et le Shakhtar Donetsk. Ils terminèrent 1er avec un total de 12 points mais avec quand même des défaites à l'extérieur contre Porto et le Shaktar. Ils perdent la finale de la Super coupe d'Espagne contre le Réal 4-1 et sortent en quarts de la finale de la Coupe du roi contre l'Athletic Bilbao. Le jeune espoir brésilien Vitor Roque intégra l'effectif en début d'année 2024. Ils éliminent le SSC Napoli en 8es de finales emmenés par ses trois jeunes pousses issus de la Masia : Pau Cubarsí, Lamine Yamal et Fermín López. En quarts de finale, ils retrouvent une vieille connaissance, le PSG coaché par Luis Enrique ancienne légende et entraineur du club. Après la victoire 3-2 au match aller au Parc des Princes avec un doublé de Rafinha, les barcelonais subissent le dictat des parisiens, avec une défaite 4-1 à domicile. À rappeler que l'équipe évolue pour la saison au Stade Montjuic à la suite des travaux de rénovation du Camp Nou.
ARRIVEE DE HANSI FLICK
Hansi Flick prend la suite de Xavi. EN début d'année 2025, il remporte la Super coupe d'Espagne  5-2  contre le Real Madrid. En ligue des champions, Ils terminent 2e de la phase de poule derrière Liverpool.